# Taiwan Info
 (novembre 2024).
Si vous disposez d'ouvrages ou d'articles de référence ou si vous connaissez des sites web de qualité traitant du thème abordé ici, merci de compléter l'article en donnant les références utiles à sa vérifiabilité et en les liant à la section « Notes et références ».
Taiwan Info est le premier site d'actualités en français sur Taïwan. Depuis le 20 mai 2012, il est publié par le ministère des Affaires étrangères de la République de Chine (Taïwan). Il était auparavant publié par le ministère de l'Information, avant son absorption par les Affaires étrangères.

## Histoire
- Avril 2002 : Lancement du site Internet Taiwan Info par le ministère de l'Information de la République de Chine (Taïwan), en remplacement des Échos de la République de Chine, un bulletin imprimé qui paraissait les 1er, 11 et 21 de chaque mois depuis sa création, le 20 octobre 1968.
- Juin 2003 : Création de la rubrique « La photo du jour ».
- Février 2009 : Création de la rubrique « Les unes de la presse insulaire », qui offre une traduction quotidienne en français des titres de la presse taïwanaise en langue chinoise.
- Juillet 2009 : Création des rubriques "Nature" et "Sciences".
- Janvier 2010 : Début de la publication régulière, en français, des appels d'offres pour les marchés publics à Taïwan.
- Janvier 2011 : Création d'une rubrique « 100e année » à l'occasion de la 100e année de la République de Chine (Taïwan).
- Mai 2012 : Disparition du ministère de l'Information (GIO) et intégration au ministère des Affaires étrangères qui publie dorénavant Taiwan Info.

## Contenu
Le site présente des dépêches d'actualité publiés depuis 2002 par Taiwan Info, des reportages photo, ainsi que l'ensemble des contenus de Taiwan aujourd'hui, magazine ayant cessé sa parution papier et publié désormais en ligne à un rythme trimestriel.  Dépêches et articles sont classés dans 9 rubriques différentes : Politique, Deux Rives, Éco-Social, International, Société, Culture, Sciences, Nature et Divers. Le site donne également un accès gratuit à l'intégralité des archives de Taiwan Info (depuis 2002) et de Taiwan aujourd'hui (depuis 1984), classées par thèmes et dates.

## Ligne éditoriale
Publié par le ministère des Affaires étrangères de la République de Chine (Taïwan), Taiwan Info est de fait le seul site d'information quotidienne en français spécialisé sur Taïwan réalisé sur place et non en Chine. Il est réalisé par la même équipe de rédacteurs que Taiwan aujourd’hui, un magazine en français également exclusivement consacré à Taïwan.

## Lectorat
À sa création, le site est présenté comme une ressource pour la communauté francophone de Taïwan ainsi que pour les francophones s'intéressant à l'île de par le monde. Taiwan Info est référencé par de nombreux médias et sites officiels, dont celui du Bureau français de Taipei (la représentation française à Taïwan en l'absence de relations diplomatiques entre Taipei et Paris), ou encore France Culture.